# سیاوش خیرابی
سیاوش خیرابی (زادهٔ ۲۹ آذر ۱۳۶۳) بازیگر سینما و تلویزیون اهل ایران است. او با بازی در سریال ترانه مادری به شهرت رسید.

## حرفه
وی از سن ۱۹ سالگی در کلاس‌های آموزش بازیگری کانون سینماگران جوان شرکت کرد. در سال ۱۳۸۶ در تله‌فیلم تلخون بازی کرد و با بازی در سریال ترانه مادری در سال ۱۳۸۷ به شهرت رسید. وی دارای لیسانس کامپیوتر از دانشگاه آزاد تهران است. اصالت سیاوش خیرابی تبریزی است.

## فیلم‌های سینمایی

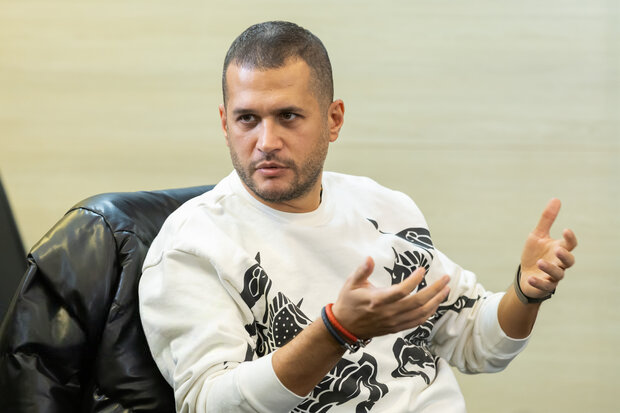

1. ۱۳۸۵: حس پنهان
2. ۱۳۸۷: نفوذی
3. ۱۳۸۸: لج و لجبازی
4. ۱۳۹۱: یکی برای همه
5. ۱۳۹۰: خیابان یک طرفه
6. ۱۳۹۳: بازگشت لوک‌خوش‌شانس
7. ۱۳۹۱: حال خوب من
8. ۱۳۹۲: همه چی آرومه
9. ۱۳۹۲: جلب سیار
10. ۱۳۹۲: مرغ تخم طلا
11. ۱۳۹۳: شهر در امن و امان است
12. ۱۳۹۳: جواد و فرشته
13. ١٣٩٣: استخر
14. ۱۴۰۳:دارچین تلخ (نیما هاشمی)

## تله‌فیلم‌ها
- ۱۳۸۶:تلخون (علی رضا امینی)
- ۱۳۸۷:مردمجهول (حمیدرضامحسنی)
- ۱۳۸۷: لوتکا
- ۱۳۸۸:باید رفت (حسین تبریزی)
- ۱۳۸۸:گنج خانه سفید (شاهد احمدلو)
- ۱۳۸۸:پسرها سرباز به دنیا نمی‌آیند (شاهد احمدلو)
- ۱۳۸۹:فراموشی (عباس رزیجی)
- ۱۳۸۹:خانه به خانه (سعید عباسی)
- ۱۳۹۰:همسر مزاحم (محمد بصیری)
- ۱۳۹۰:پرواز (محمد حمزه‌ای)
- ۱۳۹۱:حباب (کریم سربخش)فیلم خط شکن

## مجموعه تلویزیونی
- ۱۴۰۲: عقرب عاشق - (حسین سهیلی‌زاده) شبکه نمایش خانگی
- ۱۴۰۱-۱۳۹۹: ارثیه پدری (میلاد بنایی و مهدی نقویان) شبکه آیو
- ۱۳۹۹:  سرباز (هادی مقدم دوست ) شبکه سه
- ١٣٩٧: رالی ایرانی ٢ (آرش معیریان) شبکه نمایش خانگی
- ۱٣٩۶: هست و نیست (حسین سهیلی زاده)‌‌شبکه دو
- ۱۳۹۶: پرستاران - فصل دوم (شهرام شاه‌حسینی) شبکه یک
- ۱۳۹۵: پرستاران - فصل اول (علیرضا افخمی) شبکه یک
- ۱۳۹۴: ساعت صفر (سعید سلطانی) شبکه سه
- ۱۳۹۳: سر به راه (سعید سلطانی) شبکه پنج
- ۱۳۹۲: آوای باران (حسین سهیلی زاده) شبکه سه
- ۱۳۹۰: سه پنج دو (حسین سهیلی زاده) شبکه پنج
- ۱۳۸۹: همچون سرو (بیژن بیرنگ) شبکه دو
- ۱۳۸۹: از یاد رفته (فریدون حسن‌پور) شبکه یک
- ۱۳۸۸: دلنوازان (حسین سهیلی زاده) شبکه سه
- ۱۳۸۷: ترانه مادری (حسین سهیلی زاده) شبکه سه